# Міжріччя (станція, Черняховський район)
Міжріччя (рос. Междуречье) — селище Черняховського району, Калінінградської області Росії. Входить до складу Свободненського сільського поселення.
Населення —  53 особи (2015 рік). 

## Населення
| 2002 | 2010 |
| ---- | ---- |
| 48   | ↗53  |